# Atalanta y Meleagro cazando el jabalí de Calidón
Atalanta y Meleagro cazando el jabalí de Calidón es una pintura de 1635 - 1640 de Rubens que se encuentra en el Museo del Prado.

## Historia
Rubens en esta obra es fiel al relato de Ovidio en Las metamorfosis en el cual la Meleagro, hijo del rey de Calidón, junto a su amada Atalanta, y sus primos Cástor y Pólux organizan una cacería contra el jabalí de Calidón gigante que envía la diosa Diana para asolar el reino.
Rubens distribuyó las figuras en la parte baja de la composición, en primer plano, para guiar la mirada del espectador hacia el lugar en el que Atalanta se encuentra azuzando a los perros contra el jabalí, tras haberlo herido mortalmente, mostrándose a la izquierda sus primos y a la derecha Meleagro. Como es habitual en la última etapa pictórica de Rubens, esta obra muestra un paisaje frondoso. El autor deja a un lado el sentido naturalista de otras de sus obras, creando un entorno idílico y poético. Su fuente de inspiración fueron algunos relieves de sarcófagos antiguos, y dibujos de Giulio Romano.
Rubens tuvo la obra en propiedad hasta su fallecimiento en 1640, momento en que fue adquirida para la colección de Felipe IV de España. Se encuentra expuesto en el Museo del Prado de Madrid.
Además, el autor pintó al menos otro cuadro sobre este tema, La caza de Meleagro y Atalanta que se encuentra en el Museo de Historia del Arte de Viena, en Austria. El pintor francés Nicolas Poussin también abordó este tema en su obra La caza de Meleagro (1634-1639) que también está expuesta en el Museo del Prado. Por su parte, el pintor flamenco Jacob Jordaens abordó está temática antes que el propio Rubens en, al menos, dos ocasiones: en su obra del Museo Real de Bellas Artes de Amberes de Bélgica Meleagro y Atalanta (1618) y en la del Museo del Prado, Meleagro y Atalanta (1620-1623).